# Držkov (železniční zastávka)
Držkov byla železniční zastávka nedaleko stejnojmenné obce. Zastávka ležela na dnešní železniční trati 035 (Železný Brod – Tanvald).

## Historie
Zastávka byla zřízena po připojení Sudet k Německé říši, které se událo v roce 1938. V té době vznikla mezi zastávkami Návarov a Plavy státní hranice. Aby cestující jedoucí ze směru Železný Brod do Držkova nemuseli zajíždět do německých Plavů a vracet se zpět do Protektorátu Čechy a Morava, byla dne 21. února 1939 (podle jiného zdroje již 30. září 1938) otevřena u státních hranic zastávka Držkov.
Po ukončení druhé světové války upadl význam zastávky, protože se nacházela celkem daleko od obce. Provoz byl na ní zastaven dne 15. srpna 1977 a zrušena byla 27. května 1978 (podle jiného zdroje již v 60. letech).

## Současný stav

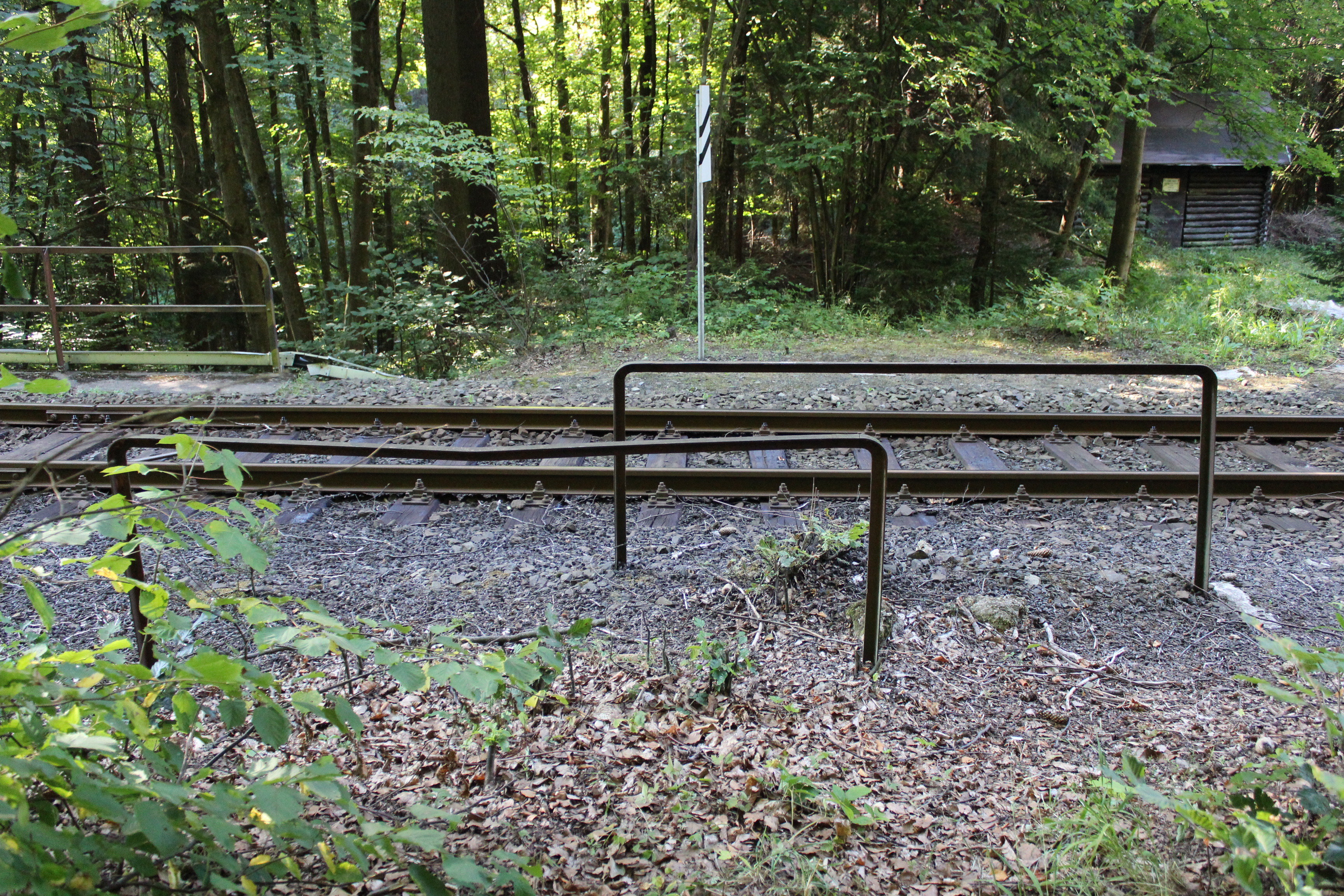
Dochované zábradlí

Nástupiště zastávky již dnes neexistuje. Místo něj je na místě přítomen rozrostlý travní porost.
Budova zastávky je přestavěna na rekreační stavbu, která je v majetku soukromé osoby. Vedle se nachází i malá kůlna.
Na konci přístupové lesní cesty je zachováno usměrňovací zábradlí pro bezpečný přechod cestujících přes kolej na nástupiště.